# Cloche JM

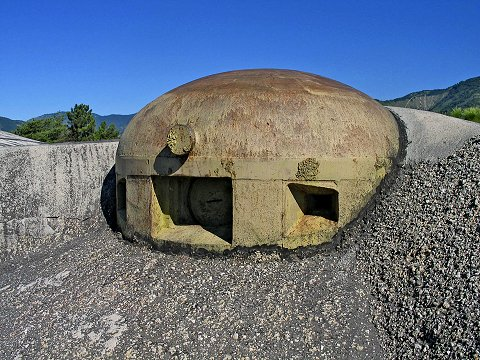
Cloche pour jumelage de mitrailleuses (ouvrage de l'Agaisen).

Une cloche pour jumelage de mitrailleuses modèle 1930 (cloche JM) est un équipement installé sur les fortifications françaises des années 1930 (qu'on surnomme la ligne Maginot).
Ce modèle de cuirassement était destiné soit à l'action frontale, soit au flanquement.

## Description
Elle a été étudiée pour remplacer, à moindre coût, la tourelle de mitrailleuses sur des blocs où il ne s'avérait pas vraiment nécessaire d'avoir une action tous azimuts. Elle s'inspire de l'ancienne cloche Pamart de la guerre de 1914-1918 et ressemble un peu à la cloche GFM. Elle en diffère cependant radicalement car elle n'a qu'un seul créneau de tir placé entre deux autres créneaux de guet qui peuvent être fermés par un volet coulissant. 
 
Cette conception permet d'encastrer la cloche dans le béton, seuls les trois créneaux étant dégagés. La cloche est donc difficilement repérable par l'ennemi et donc moins vulnérable aux coups directs par l'arrière, la réduction du nombre d'ouvertures renforçant par ailleurs la solidité de l'ensemble.
La cloche JM a été largement employée sur la casemate d'infanterie dite « casemate cuirassée » ou « casemate à cloches » adoptée en remplacement des casemates ordinaires dans tous les cas où il s'avérait impossible de masquer les créneaux de la casemate aux vues et aux coups directs de l'ennemi. 

La cloche JM devait cependant être normalement appuyée par une autre cloche JM située à moins de 7 mètres de distance.

## Caractéristiques
La cloche JM a été fabriquée en trois modèles :
- petit modèle :
  - poids : 11 à 12 tonnes
  - hauteur : 170 cm
  - épaisseurs : 15 cm au sommet, 20 cm sur les côtés et 10 cm en bas.
- grand modèle :
  - poids : 17,8 à 28,5 tonnes
  - hauteur : 270 cm
  - épaisseurs : 25 cm au sommet, 30 cm sur les côtés et 20 cm en bas.
- grand modèle en deux pièces :
  - poids : 17 tonnes
  - hauteur : 195 cm

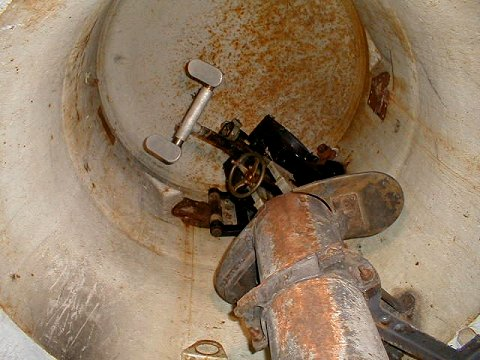
L'intérieur d'une cloche JM.

En 1940, 174 cloches JM avaient été installées.